# توني روبنسون
توني روبنسون (بالإنجليزية: Tony Robinson)‏ (و. 1946 – م) هو منتج تلفزيوني، وممثل تلفزيوني، وممثل أفلام، وممثل هزلي، وممثل، وروائي، وكاتب للأطفال، من المملكة المتحدة، هو عضوٌ في حزب العمال.

## التعليم
تعلم في المدرسة المركزية للخطابة والدراما ‏.

## مناصب وهيئات
أدار بي بي سي.

## جوائز
حصل على جوائز منها:
- جائزة جيمس جويس [الإنجليزية]‏ (2008).

## وصلات خارجية
- توني روبنسون على موقع IMDb (الإنجليزية)
- توني روبنسون على موقع ألو سيني (الفرنسية)
- توني روبنسون على موقع ميوزك برينز (الإنجليزية)
- توني روبنسون على موقع أول موفي (الإنجليزية)
- توني روبنسون على موقع إن إن دي بي (الإنجليزية)
- توني روبنسون على موقع قاعدة بيانات الفيلم (الإنجليزية)
- توني روبنسون على موقع كينوبويسك (الروسية)